# یوگنیا خاچیکیان
یوگنیا سرگئی خاچیکیان (ارمنی: Եվգենյա Սերգեյի Խաչիկյան؛  زادهٔ ۱۶ فوریهٔ ۱۹۱۵ - درگذشته ۱۷ سپتامبر ۱۹۹۱) خواننده سوپرانو اهل ارمنستان بود.

## زندگی‌نامه
وی در ۱۶ فوریه [سبک قدیمی: ۳ فوریه] ۱۹۱۵ در تفلیس به دنیا آمد و از کنسرواتوار دولتی وانو ساراجیشویلی تفلیس فارغ‌التحصیل گشت. وی در تالار اپرای ایروان فعالیت می‌کرد. وی همچنین برنده جوایزی همچون هنرمند مردمی ارمنستان شوروی (۱۹۶۱) شد. وی در ۱۷ سپتامبر ۱۹۹۱ در سن ۷۶ سالگی در ایروان درگذشت